# Direction du contre-espionnage de l'Algérie
 (juin 2009).
Si vous disposez d'ouvrages ou d'articles de référence ou si vous connaissez des sites web de qualité traitant du thème abordé ici, merci de compléter l'article en donnant les références utiles à sa vérifiabilité et en les liant à la section « Notes et références ».
 (mai 2009).
La Direction du contre espionnage algérien (DCE), était une direction principale du Département du renseignement et de la sécurité (DRS). Le siège du Département du renseignement et de sécurité se trouve au « Centre Ghermoul », la direction contrôle le Centre principal des opérations (CPO), localisé à Ben-Aknoun dans une caserne appelée « Centre Antar ».

## Histoire
En juin 1991, la DCE est également responsable, dans les faits du Poste de commandement opérationnel (PCO), initialement appelé Commandement des opérations de base (COB), situé à Aïn-Naâdja au Centre d'Alger (siège du Commandement des forces terrestres algériennes).
À partir d'avril 1992, la caserne de Châteauneuf : le PCO est chargé de coordonner l’action du DRS, de la police et de la gendarmerie, de collecter des renseignements et de mener des actions de contre-insurrection pour le commandement.
Par ailleurs, la DCE dispose de relais situés dans chacune des six régions militaires, les CTRI (Centres territoriaux de recherche et d'investigation).
D'après les informations, le futur Chef du Contre-Espionnage du DRS serait le Colonel Kherfi Ahmed, dont il sera promu général et prendra les commandes de la DCE à la place du général Smain Lamari décédé récemment.
Selon les sources des autorités algériennes, la DCE a fusionné avec la nouvelle nomination du DSI (Direction de la Sécurité intérieur) sous la direction du Général Hadj Ahmed.